# جووانی باتیستا کولتی
جووانی باتیستا کولتی (انگلیسی: Giovanni Battista Coletti؛ زادهٔ ۸ دسامبر ۱۹۴۸) ورزشکار شمشیربازی اهل ایتالیا است.
وی در مسابقات کشوری و بین‌المللی در مجموع برندهٔ ۱ مدال نقره شده‌است.